# Ghatshila
Ghatshila (o Ghatsila) è una suddivisione dell'India, classificata come census town, di 37.850 abitanti, situata nel distretto del Singhbhum Orientale, nello stato federato del Jharkhand. In base al numero di abitanti la città rientra nella classe III (da 20.000 a 49.999 persone).

## Geografia fisica
La città è situata a 22° 36' 0 N e 86° 28' 60 E e ha un'altitudine di 102 m s.l.m..

## Società

### Evoluzione demografica
Al censimento del 2001 la popolazione di Ghatshila assommava a 37.850 persone, delle quali 20.040 maschi e 17.810 femmine. I bambini di età inferiore o uguale ai sei anni assommavano a 4.108, dei quali 2.208 maschi e 1.900 femmine. Infine, coloro che erano in grado di saper almeno leggere e scrivere erano 27.592, dei quali 15.928 maschi e 11.664 femmine.